# Aenasius cirrha
Aenasius cirrha är en stekelart som beskrevs av John S. Noyes och Ren 1995. Aenasius cirrha ingår i släktet Aenasius och familjen sköldlussteklar.
Artens utbredningsområde är Costa Rica. Inga underarter finns listade i Catalogue of Life.